# Uroš Brestovać
Uroš Brestovać (serbisch-kyrillisch Урош Брестоваћ; * 27. März 1979 in Subotica, SFR Jugoslawien) ist ein ehemaliger serbischer Eishockeyspieler, der zuletzt bis 2014 beim HK Spartak Subotica in der serbischen Eishockeyliga unter Vertrag stand.

## Karriere
Uroš Brestovać begann seine Karriere als Eishockeyspieler beim HK Vojvodina Novi Sad, mit dem er 2001, 2002 und 2003 jugoslawischer sowie 2004 serbisch-montenegrinischer Meister wurde. 2009 wechselte er zum HK Spartak Subotica in seine Geburtsstadt. Nachdem er von 2010 bis 2013 seine Karriere unterbrochen hatte, spielte 2013/14 noch eine Spielzeit für Spartak, bevor er seine Karriere endgültig beendete.

### International
Für die Bundesrepublik Jugoslawien nahm Brestovać an den U18-Europameisterschaften der C2-Gruppe 1995 und der D-Gruppe 1996 und 1997 teil.
Im Herrenbereich nahm Brestovać zunächst mit der jugoslawischen Nationalmannschaft an den Weltmeisterschaften der Division II 2001 und 2002 teil. Anschließend spielte er für Serbien und Montenegro bei den Weltmeisterschaften 2003, 2004 und 2005 ebenfalls in der Division II sowie im November 2005 bei der Olympiaqualifikation für die Spiele 2006 in Turin. Für Serbien trat er schlussendlich bei den Weltmeisterschaften der Division II 2007, 2008 und 2009 sowie bei der Olympiaqualifikation für die Spiele 2010 in Vancouver in Aktion.
2010 war er Assistenztrainer des serbischen Nachwuchses sowohl bei der U18-Weltmeisterschaft, als auch bei der U20-Weltmeisterschaft, bei denen die Serben jeweils in der Division II spielten.

## Erfolge und Auszeichnungen
- 1997 Aufstieg in die C-Gruppe bei der U18-D-Europameisterschaft
- 2001 Jugoslawischer Meister mit dem HK Vojvodina Novi Sad
- 2002 Jugoslawischer Meister mit dem HK Vojvodina Novi Sad
- 2003 Jugoslawischer Meister mit dem HK Vojvodina Novi Sad
- 2004 Serbisch-montenegrinischer Meister mit dem HK Vojvodina Novi Sad
- 2009 Aufstieg in die Division I bei der Weltmeisterschaft der Division II, Gruppe A